# Mosto

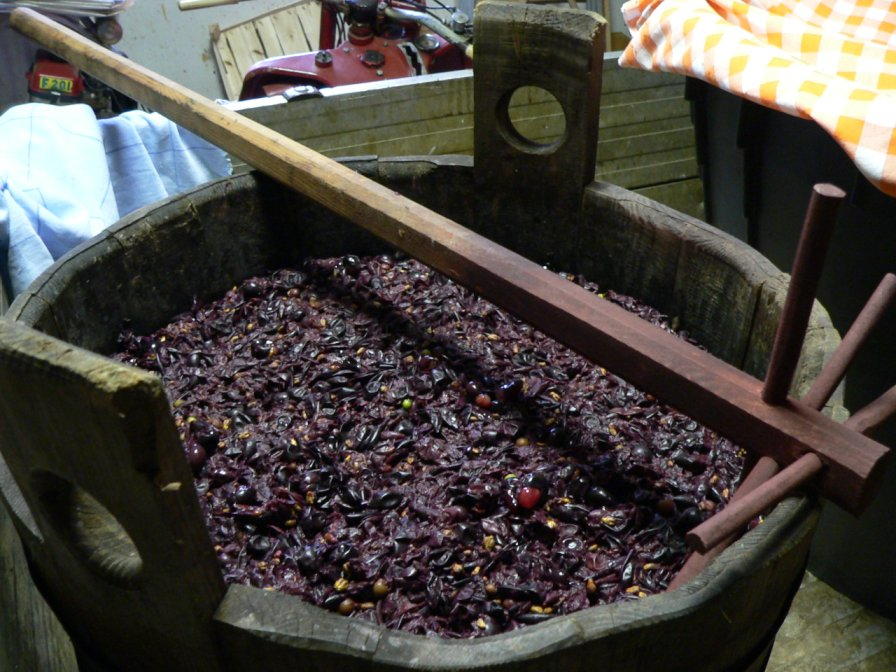
Tino di mosto d'uva fragola, appena girato con l'apposito strumento (appoggiato al tino stesso)

Il mosto è il liquido, denso e torbido, ottenuto da lavorazioni di disgregazione meccanica (macinatura, pigiatura, pressatura, spremitura, lacerazione, ecc.) e/o di dissoluzione chimica (infusione, macerazione, ecc.) di prodotti vegetali ed, eventualmente, di miscelazione della massa ottenuta in acqua.
Il mosto rappresenta una delle prime fasi (ammostatura) di processi produttivi di bevande alcoliche (vino, birra, distillati, ecc.). Solitamente, quando non è specificato, per mosto s'intende il mosto d'uva. L'operazione di ottenimento del mosto si chiama ammostamento o ammostatura.
In molti casi, ad esempio nella produzione della birra o nella distillazione, il mosto è sottoposto ad una successiva fase di bollitura per favorire la solubilizzazione nel solvente e/o la trasformazione delle varie sostanze del soluto (tipicamente modifiche a livello enzimatico). Mediante l'aggiunta di lieviti selezionati (oppure sfruttando, quando possibile, l'azione dei lieviti autoctoni) il mosto subisce la trasformazione delle sostanze fermentiscibili (zuccheri riduttori) in etanolo ovvero la fermentazione alcolica.
La legislazione definisce precisamente cosa si deve intendere per mosto, nei vari casi, così come il grado alcolico minimo perché sia considerato, legalmente, mosto.

## Mosto d'uva
Il mosto d'uva è il prodotto liquido che si ricava dall'uva fresca o ammostata (uva fresca pigiata, solitamente anche diraspata) mediante pressatura o pigiatura (seguita o meno da sgrondatura) o, ormai raramente, torchiatura, avente una gradazione complessiva naturale (gradazione alcolica che il prodotto presenta prima di subire qualsiasi correzione o mescolanza) non inferiore a 8% vol per la trasformazione in vino a mezzo della fermentazione.
Per legge esiste differenza tra "succo di uve fresche" (intere o pigiate) e "mosto" anche se nel linguaggio non specialistico possono essere benissimo usati come sinonimi. Questo perché il mosto è un semilavorato a sé stante che può essere utilizzato (o venduto) quando serve ovvero disgiuntamente dal periodo vendemmiale.

## Produzione del mosto
Per il mosto d'uva è ammesso un Titolo Alcolometrico Volumico (T.A.V.) effettivo pari o inferiore all'1% (per TAV effettivo si deve intendere la gradazione di alcool etilico svolta, espressa in volume).
Il mosto è costituito dalla polpa (80-85%), buccia (10-15%), vinaccioli (5%). Questo nel caso di un mosto ottenuto per diraspo-pigiatura (in generale, per "vinificazione in rosso" o "vinificazione in rosato"). Nel caso di "vinificazione in bianco", invece, il mosto è ottenuto per torchiatura (nel caso si utilizzi una pressa, l'operazione si chiama più propriamente "pressatura") e quindi è costituito da solo succo, senza vinacce (che, in questo caso, saranno appunto "non fermentate" o "vergini"). In rari casi il produttore intenzionalmente non elimina (o, più frequentemente, li lascia solo parzialmente) i raspi dalle uve pigiate: si ottiene così un mosto (da pigiatura) non diraspato. Il raspo corrisponde al 5-7% e gli acini al 95-93% del peso totale.
In sede tecnica, per non lasciare ambiguità, si usa il termine "mosto" per indicare solo prodotto liquido, "pigiato" quando è liquido più solido (sottinteso "pigidiraspato").
Il mosto viene utilizzato per la trasformazione in vino a mezzo della fermentazione operata dai lieviti o blastomiceti (funghi unicellulari appartenenti alle classi Ascomiceti e Deuteromiceti) presenti in natura nella pruina (sostanza cerosa ricoprente la buccia con finalità di protezione).
Nell'industria enologica si ricorre invece a lieviti selezionati prodotti da centri specializzati al fine di avere una maggior resa in alcol, maggiore acidità e una fermentazione più regolare.
Di norma i lieviti vengono versati assieme ad un attivante in una predeterminata quantità di mosto previamente sterilizzata a temperatura ambiente, e lasciati riprodurre per dare così origine al mosto lievito che verrà innestato (versato) nella massa da fermentare. Dato l'enorme miglioramento qualitativo della produzione di lieviti secchi attivi, ormai non è più necessario usare mosto ma è sufficiente scioglierli in acqua potabile tiepida (idratazione) (nella proporzione suggerita dal produttore sulla scheda tecnica), e poi addizionarli alla massa.

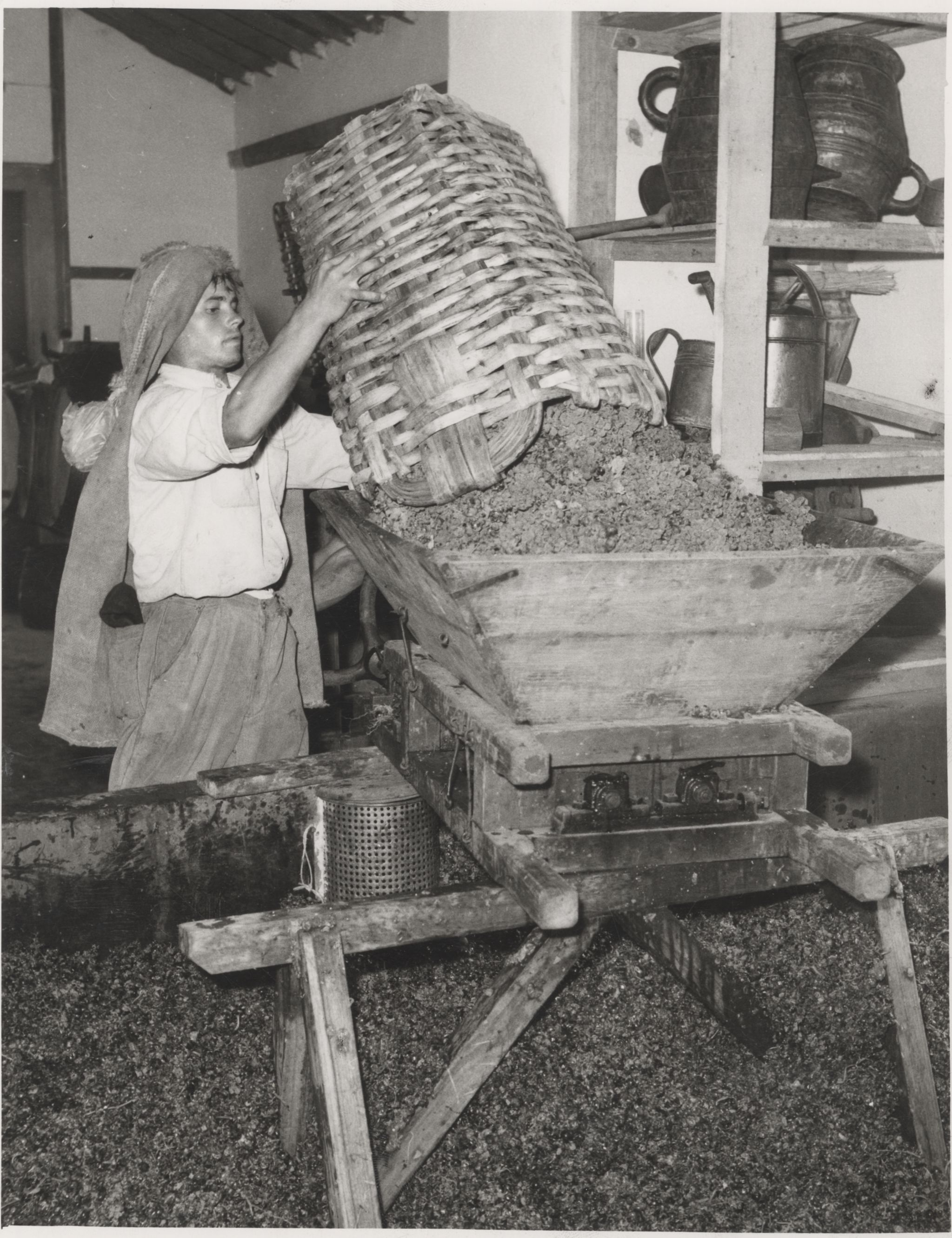
Pigiatura dell'uva a Regua (Portogallo) nel 1965

Nella vinificazione in rosso terminata la necessità (praticata tramite il procedimento detto di rimontaggio) di tenere immerse le bucce (vinacce) nella massa fermentante per favorirne l'estrazione dei flavoni e degli antociani che daranno colorazione al prodotto finale, esse verranno allontanate dal mosto e utilizzate sia in campo agroalimentare (come mangime) che per il conferimento alla distilleria per la produzione della grappa (questo accade anche per le vinacce ottenute dalla vinificazione in bianco, separate, in questo caso, prima della fermentazione).
Quando si produce un mosto per successiva fermentazione in bianco (solo succo senza parti solide) allora l'operazione è eseguita mediante pressa enologica (ne esistono di diverse tipologie). Il termine pressatura, in questo caso, è più corretto di torchiatura (che andrebbe utilizzato solamente quando si utilizza un torchio vero e proprio). Oppure si potrebbe eseguire una pigiatura seguita da sgrondatura. Mediante la pigiatrice (con o senza unità a diraspare) si produce invece un mosto pigiato ovvero succo unito a vinacce vergini per la fermentazione in rosso o in rosato.

## Tipi di mosto
Il mosto può essere sottoposto ad ulteriori trattamenti che danno luogo a vari prodotti utilizzati nel settore vinicolo.

### Mosto di uve parzialmente fermentato

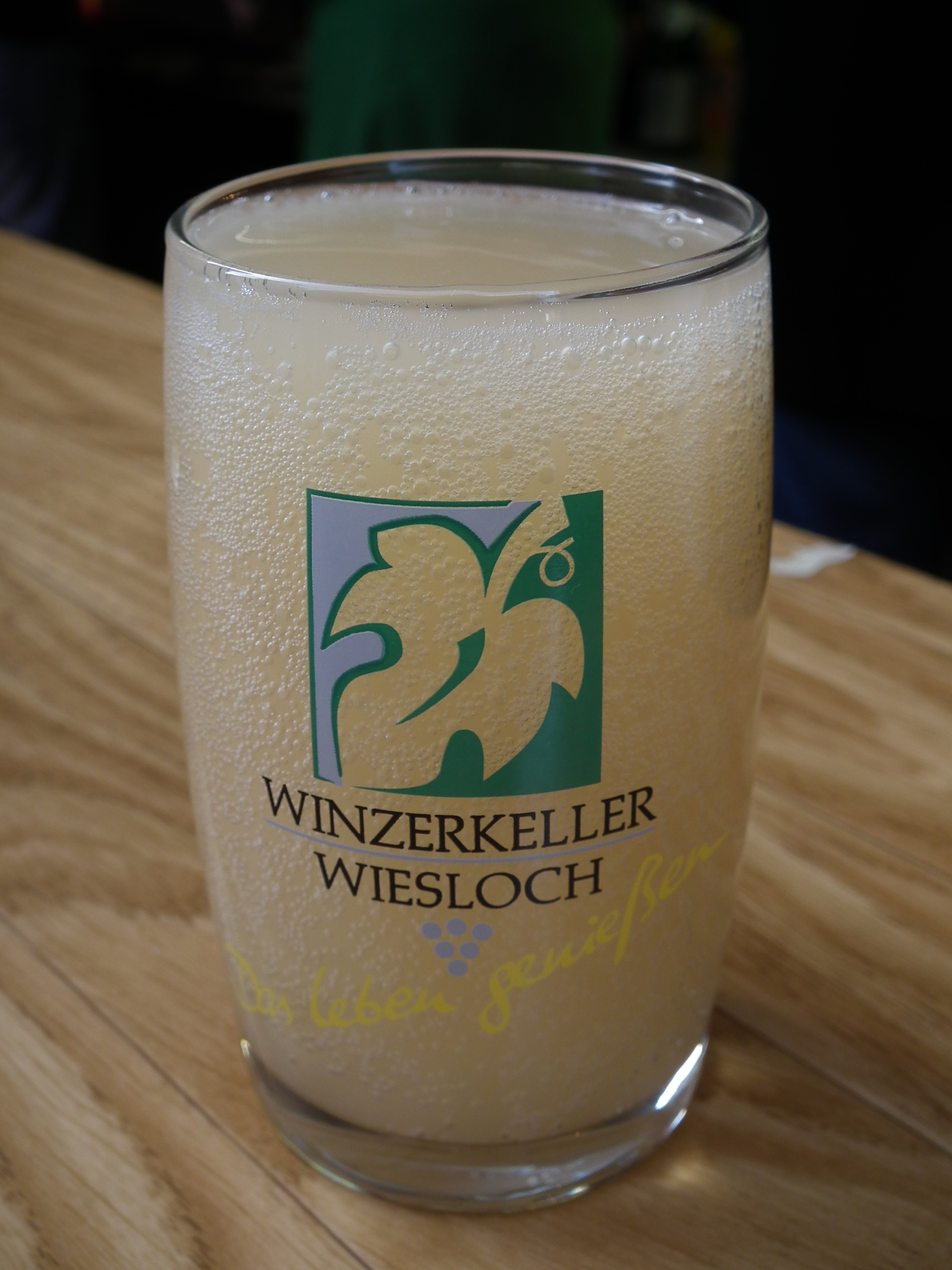
Mosto di uve parzialmente fermentato dal nord del Baden

Il mosto di uve parzialmente fermentato si ottiene per parziale fermentazione di mosto di uva e avente TAV effettivo superiore a 1% in volume e inferiore ai tre quinti del suo TAV totale (quello che raggiungerà a totale trasformazione degli zuccheri in alcol).

#### Nome in altre lingue
- Tedesco: Federweißer
- Austro-bavarese: Sturm
- Franco: Bremser
- Alsaziano e svizzero: Sauser
- Slovacco: burčiak
- Ceco: burčák
- Francese: bourru o vernache
- Georgiano: მაჭარი (machari)

### Mosto di uve concentrato
Il mosto di uve concentrato si ottiene per disidratazione parziale con mezzi fisici escluso il fuoco diretto (che produrrebbe la caramellizzazione degli zuccheri) in modo che la lettura a 20 °C al rifrattometro non sia inferiore al 50,9%.
I mezzi più usati per ridurre la percentuale di acqua e ottenere la concentrazione sono l'evaporazione sotto vuoto, la refrigerazione con la successiva asportazione dell'acqua sotto forma di ghiaccio.
Il mosto di uve impiegato deve avere un TAV naturale minimo fissato per la zona viticola di raccolta e appartenere a specifiche cultivar.
Il suo TAV effettivo deve essere pari o inferiore a 1% vol.

### Mosto concentrato rettificato (MCR)
Zucchero d'uva ottenuto da mosto di uva privato di tutte le componenti “non-zucchero” (acidi, sali minerali, sostanze polifenoliche ed azotate e componenti non polari) mediante depurazione su resine scambiatrici di ioni. Tradizionalmente prodotto in forma liquida, concentrato a > 61,7 °Bx (mediamente 65), è recentemente disponibile anche in forma solida (cristallina). Secondo la regolamentazione della U.E. il mosto concentrato rettificato viene definito come: " a) il prodotto liquido non caramellizzato ottenuto mediante disidratazione parziale del mosto di uve (…)” e “b) il prodotto solido non caramellizzato ottenuto mediante cristallizzazione del mosto di uve concentrato rettificato liquido senza impiego di solvente (…)”. Per il prodotto solido, la normativa specifica che deve possedere caratteristiche di purezza, espresse in particolare come presenze di anidride solforosa, migliori rispetto al mosto concentrato rettificato liquido.

### Mosto muto
Il mosto muto è un mosto a cui è stata aggiunta anidride solforosa allo scopo di bloccarne la fermentazione, o viene aggiunta un'alta quantità di alcol.
Viene detto "muto" proprio per l'assenza del gorgoglìo tipico del processo fermentativo.

### Mosto cotto
Mosto parzialmente caramellato ottenuto mediante eliminazione di acqua dal mosto o dal mosto muto utilizzando il riscaldamento diretto ed alla normale pressione atmosferica. La concentrazione zuccherina risultante è soggetta a misura con densimetro Babo o Baumé ovvero con densimetro tarato su una ben precisa temperatura di lettura. Se la temperatura di lettura si discosta da quella di taratura occorre inserire un coefficiente di correzione.

### Filtrato dolce
Mosto parzialmente fermentato, e la cui ulteriore fermentazione è stata ostacolata mediante filtrazione o centrifugazione, e con l'ausilio eventuale di altri trattamenti e pratiche consentiti. Presenta un notevole cambiamento della gradazione alcolica.

### Mistella o sifone
Prodotto ottenuto dal mosto di gradazione alcolica complessiva naturale non inferiore a 12°, reso non fermentabile mediante aggiunta di acquavite di vino o alcol in quantità tale da portare la gradazione alcolica svolta (quantità percentuale in volume di alcol effettivamente presente) a non meno di 16° ed a non più di 22°.